# Stadio Raul Guidobaldi
Das Stadio Raul Guidobaldi ist ein Leichtathletikstadion in der mittelitalienischen Stadt Rieti in der gleichnamigen Provinz, Region Latium. 

## Geschichte
Das Stadion mit 5.000 Plätzen wurde durch die seit 1971 ausgetragene Leichtathletikveranstaltung, das Rieti Meeting, bekannt. Es bildet im August/September des Jahres den Abschluss der IAAF World Challenge. Genutzt wird das Gelände vom Leichtathletikverein Atletica Studentesca CA.RI.RI. Die Überdachung der Haupttribüne wird von einer bogenförmigen Stahlkonstruktion getragen. Die Stahlrohrtribüne auf der Gegengeraden ist ohne jeglichen Wetterschutz. Die Naturrasenfläche wird von einer achtspurigen, hellblauen Kunststoffbahn umschlossen. Hinter der Ostkurve steht in direkter Nachbarschaft der steht die Sporthalle PalaCordoni.
2003 und 2016 war die Anlage in Rieti Austragungsort der italienischen Leichtathletik-Meisterschaften. Die Leichtathletik-Junioreneuropameisterschaften 2013 wurden vom 18. bis 21. Juli des Jahres im Stadion von Rieti abgehalten. Für 2020 wurde das Stadion noch einmal für die Leichtathletik-U18-Europameisterschaften ausgewählt.

## Weltrekorde
Im Stadion wurden beim Rieti Meeting bisher acht Weltrekorde aufgestellt. Gerade für Mittelstreckler war die Bahn im Stadio Raul Guidobaldi ein gutes Pflaster.
| Nr. | Datum         | Disziplin  | Athlet/in          | Land                   | Rekord  |
| --- | ------------- | ---------- | ------------------ | ---------------------- | ------- |
| 1.  | 9. Sep. 1982  | Meile      | Maricica Puică     | Rumänien               | 4:17,44 |
| 2.  | 4. Sep. 1983  | 1500 Meter | Steve Ovett        | Vereinigtes Königreich | 3:30,77 |
| 3.  | 6. Sep. 1992  | 1500 Meter | Noureddine Morceli | Algerien               | 3:28,86 |
| 4.  | 5. Sep. 1993  | Meile      | Noureddine Morceli | Algerien               | 3:44,39 |
| 5.  | 1. Sep. 1996  | 3000 Meter | Daniel Komen       | Kenia                  | 7:20,67 |
| 6.  | 5. Sep. 1999  | 1000 Meter | Noah Ngeny         | Kenia                  | 2:11,96 |
| 7.  | 9. Sep. 2007  | 100 Meter  | Asafa Powell       | Jamaika                | 9,74    |
| 8.  | 29. Aug. 2010 | 800 Meter  | David Rudisha      | Kenia                  | 1:41,01 |